# Monte Testácio

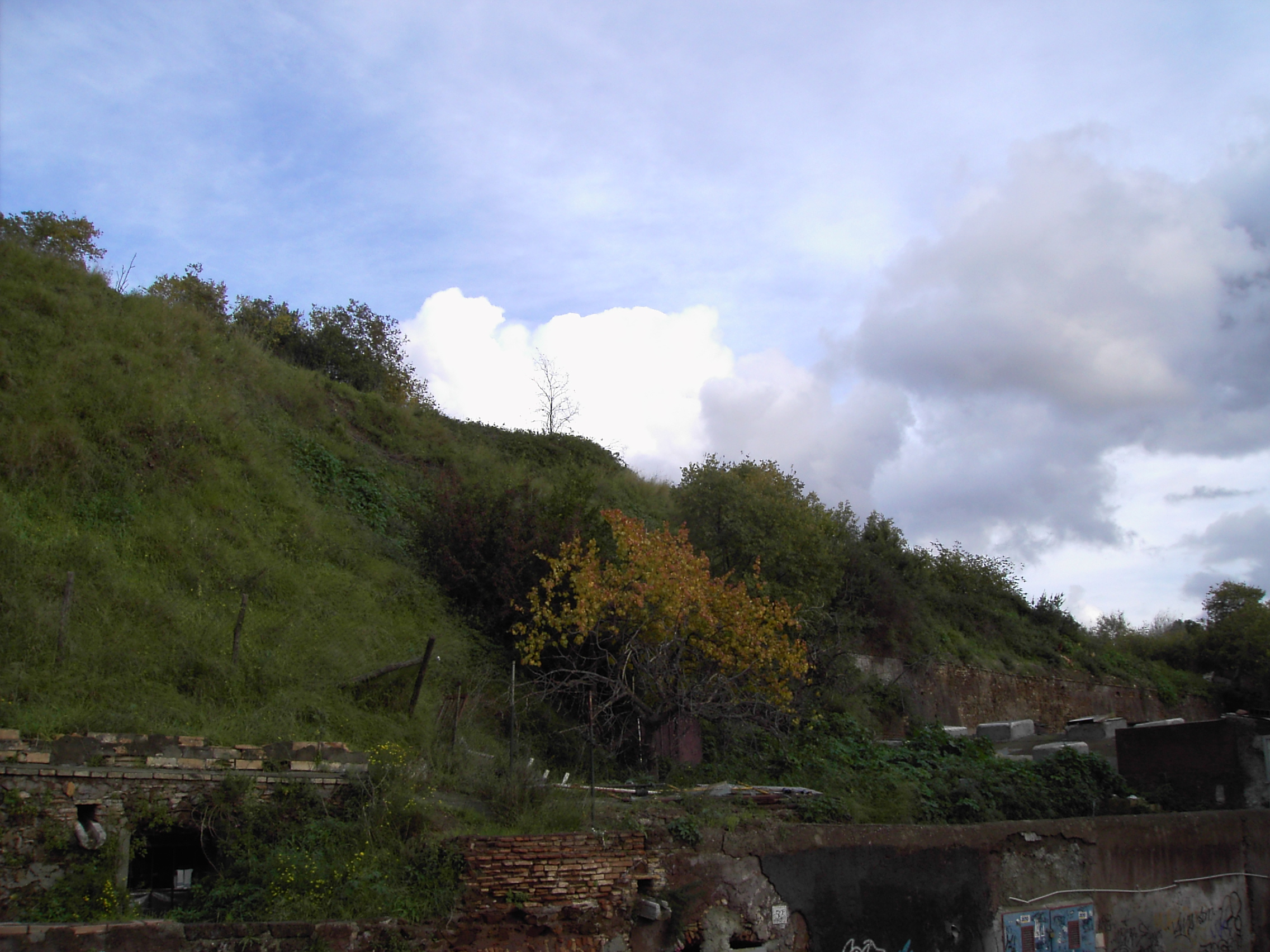
Vista do monte Testácio

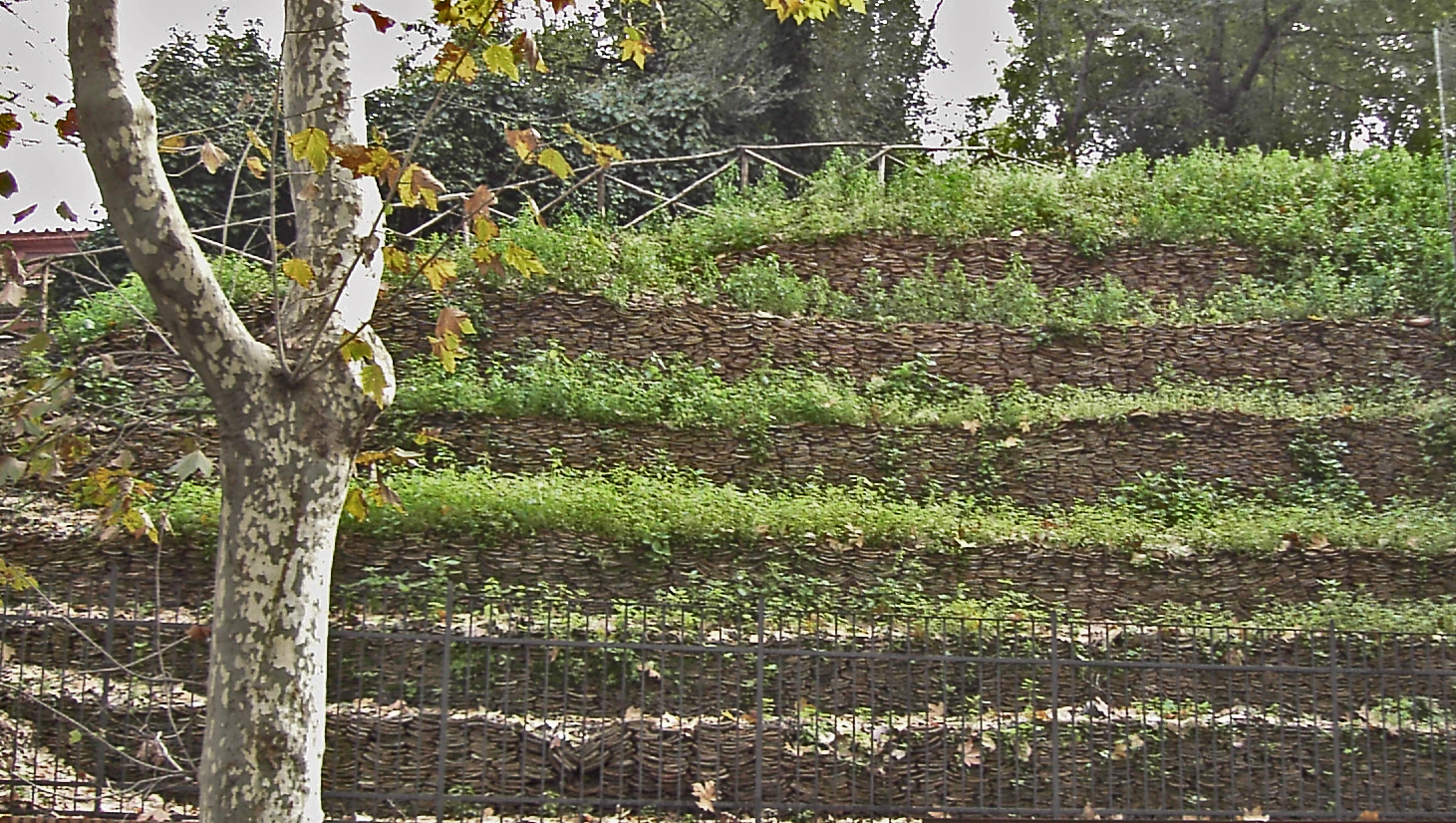
Terraços no Monte Testácio

Monte Testácio (em latim: mons Testaceus; em italiano: Monte Testaccio) ou Monte dos cacos (em italiano: Monte dei cocci) é uma colina artificial construída na cidade de Roma durante os séculos I e III d.C. O monte formou-se por acumulação de testae, fragmentos de ânforas rotas, algumas delas com tituli picti. O monte emprestou seu nome ao rione XX de Roma, Testaccio, onde está localizado.

## Descrição

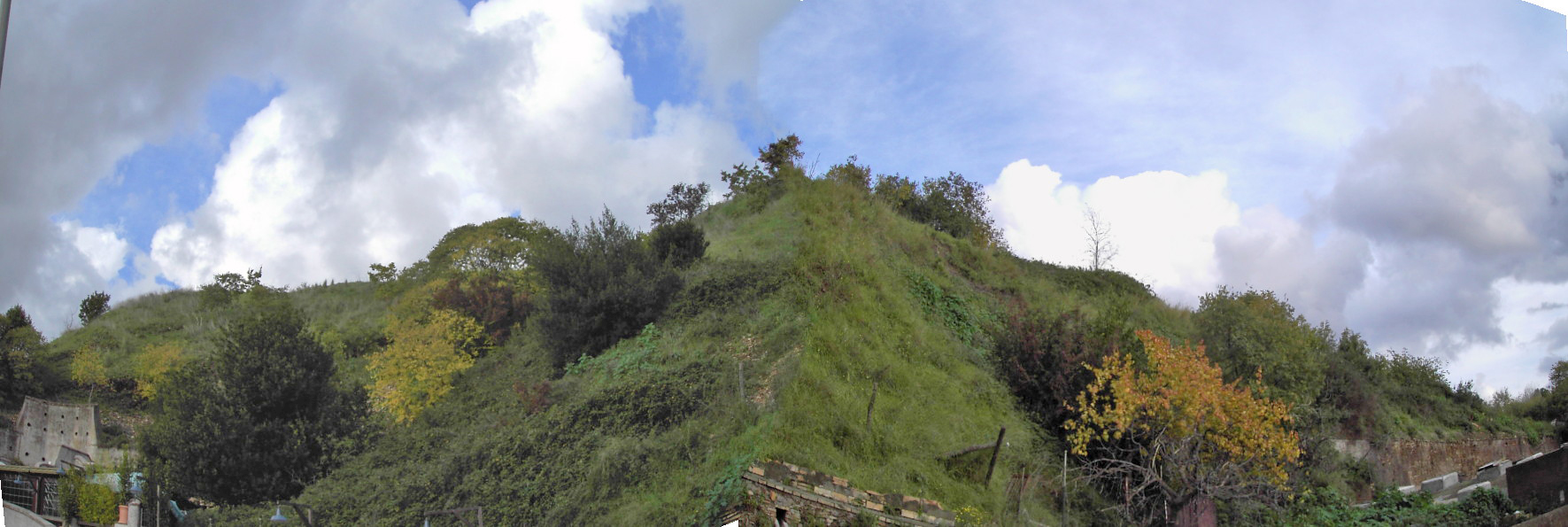
Vista de sul

Abrange uma área de 20 000 m² na sua base e atinge 40 metros de altura, embora com toda probabilidade tenha sido ligeiramente superior. Situava-se dentro da Muralha Aureliana e atualmente fica meio coberta pela vegetação.
A colina, triangular, está composta por restos de cerca de 26 milhões de ânforas rotas; sobretudo de azeite de oliva procedentes de lugares como a Bética (aproximadamente 80% do total) ou a Tripolitânia (17%). O remanescente 3% provém da Gália, de regiões da península Itálica, bem como algumas ânforas orientais.
As ânforas chegavam ao porto de Roma, onde se esvaziavam e então, ao não ser rentável lavar os recipientes e enviá-los de volta,  eram quebrados em pedaços e depositados no Monte Testácio; deitava-se cal sobre os recipientes quebrados para evitar cheiros. Parece que as ânforas se transladavam inteiras, possivelmente em grupos de quatro, por burros, mulas ou outras bestas de carga; e posteriormente eram quebradas no lugar.
As últimas escavações indicam que a colina não foi um lixeiro fortuito nem desordenado, mas uma estrutura construída organizadamente, erguida por terraços com muros de retenção também feitos de pedaços de cerâmica. Podem-se estabelecer três fases na construção desta estrutura: a primeira abrangeria de 74 a.C. a 149 d.C.; a segunda prolongou-se até 230 d.C., e a terceira está sendo investigada na atualidade.
Assim mesmo, as ânforas descobertas na colina achegaram numerosa informação sobre a evolução do porto fluvial de Roma e sobre aspetos diversos como o comércio entre a Península Ibérica, norte da África e a capital do Império Romano. Os arqueólogos calculam que o azeite transportado nessas embalagens permitiu fornecer a metade da dieta anual de azeite de oliva (de seis litros) de um milhão de pessoas durante 250 anos.
As primeiras investigações arqueológicas foram realizadas em finais do século XIX, sendo Henrich Dressel o primeiro investigador que levou a cabo estudos arqueológicos com um mínimo rigor cientista. Posteriormente o arqueólogo George Edward Bonsor Saint Martin observou a alta presença de cerâmicas da Bética nesta jazida.

## Ostituli picti

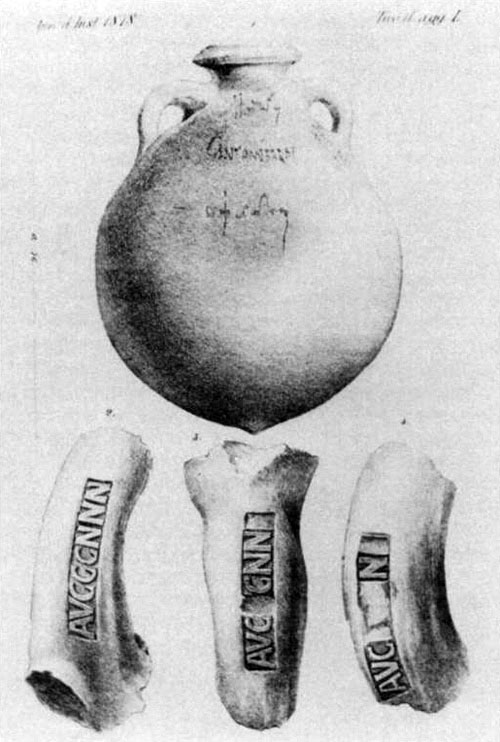
Uma âmfora Dressel 20 com tituli picti encontrada no monte Testácio

O monte Testácio forneceu os arqueólogos com um retrato da economia romana. As ânforas depositado nele eram muitas vezes marcadas com tituli picti, inscrições pintadas ou estampadas que registravam informações como o peso do azeite contido, os nomes das pessoas que pesaram o azeite e o local onde o azeite fora originalmente engarrafado. Isto permitiu os arqueólogos determinarem que o azeite nos navios era importado sob a autoridade do Estado e destinado para a urbis Annona (para o povo de Roma) ou a militaris Annona (para o exército). Com efeito, algumas das  inscrições encontradas em vasilhas de meados do século II especificam que o azeite que contiveram foi entregue ao prefeito das provisões (praefectus annonae), o funcionário encarregado do serviço estatal de distribuição de alimentos. É possível que o Monte Testácio também fosse gerido pelo prefeito das provisões.
Os picti tituli das ânforas do Monte Testácio tendem a seguir um padrão e indicam um rigoroso sistema de controlo para controlar o comércio e impedir a fraude. As ânforas eram primeiro pesadas em vazio, e o seu peso marcado na parte externa. O nome do comerciante de exportação era, seguido por uma linha que dá o peso do azeite contido na ânfora (subtraindo o peso previamente determinado do navio propriamente dito). Os responsáveis pela execução e acompanhamento da pesagem, em seguida, assinaram seus nomes na ânfora. Também era anotado o local de origem do azeite. O criador da ânfora era frequentemente identificado por um selo na asa da vasilha.
As inscrições também fornecem dados sobre a estrutura do negócio de exportação de azeite. Além de nomes simples, há muitas de inscrições como "os dois aurelii Heraclae, pai e filho", "o Fadii", "Celsianus Cutius e Galaticus Fabius", "os dois Junii, Melisso e Melissa", "os parceiros Jacinto, Isidoro e Pollio "," L. Phoebus Marius e Vibii Viator, e Retitutus ". Isso sugere que muitos dos envolvidos fossem membros de sociedades mistas, talvez pequenas oficinas que envolviam parceiros de negócios, equipes de pai e filho e libertos qualificados.